# Открытый чемпионат Австралии по теннису 2009
Открытый чемпионат Австралии по теннису 2009 года — 97-й розыгрыш ежегодного профессионального теннисного турнира серии Большого шлема, проводящегося в австралийском городе Мельбурн на кортах местного спортивного комплекса «Мельбурн Парк». Традиционно выявляются победители соревнования в девяти разрядах: в пяти — у взрослых и четырёх — у старших юниоров. Матчи основных сеток прошли с 19 января по 1 февраля. Соревнование традиционно открывало сезон турниров серии в рамках календарного года.
Прошлогодние победители среди взрослых:
- в мужском одиночном разряде —  Новак Джокович
- в женском одиночном разряде —  Мария Шарапова
- в мужском парном разряде —  Йонатан Эрлих и  Энди Рам
- в женском парном разряде —  Алёна Бондаренко и  Катерина Бондаренко
- в смешанном парном разряде —  Сунь Тяньтянь и  Ненад Зимонич

## Соревнования

### Взрослые

#### Мужчины. Одиночный турнир
Рафаэль Надаль обыграл  Роджера Федерера со счётом 7-5, 3-6, 7-6(3), 3-6, 6-2.
- Надаль выигрывает 1-й титул в сезоне и 6-й за карьеру на соревнованиях серии.
- Федерер уступает 1-й финал в сезоне и 5-й за карьеру на соревнованиях серии.

#### Женщины. Одиночный турнир
Серена Уильямс обыграла  Динару Сафину со счётом 6-0, 6-3.
- Уильямс выигрывает 1-й титул в сезоне и 10-й за карьеру на соревнованиях серии.
- Сафина уступает 1-й финал в сезоне и 2-й за карьеру на соревнованиях серии.

#### Мужчины. Парный турнир
Боб Брайан /  Майк Брайан обыграли  Махеша Бхупати /  Марка Ноулза со счётом 2-6, 7-5, 6-0.
- братья выигрывают 1-й титул в сезоне и 7-й за карьеру на соревнованиях серии.

#### Женщины. Парный турнир
Серена Уильямс /  Винус Уильямс обыграли  Даниэлу Гантухову /  Ай Сугияму со счётом 6-3, 6-3.
- сёстры выигрывают 1-й титул в сезоне и 8-й за карьеру на соревнованиях серии.

#### Микст
Саня Мирза /  Махеш Бхупати обыграли  Натали Деши /  Энди Рама со счётом 6-3, 6-1.
- Мирза со второй попытки выигрывает финал соревнования серии.
- Бхупати выигрывает 1-й титул в сезоне и 7-й за карьеру на соревнованиях серии.

### Юниоры

#### Юноши. Одиночный турнир
Юки Бхамбри обыграл  Александроса-Фердинандоса Георгадаса со счётом 6-3, 6-1.
- представитель Индии выигрывает турнир серии впервые с 1991 года.

#### Девушки. Одиночный турнир
Ксения Первак обыграла  Лору Робсон со счётом 6-3, 6-1.
- представительница России выигрывает австралийский турнир серии в третий раз за четыре последних года.

#### Юноши. Парный турнир
Фрэнсис Кейси Алькантара /  Се Чжэнпэн обыграли  Михаила Бирюкова /  Ясутаку Утияму со счётом 6-4, 6-2.
- представитель Филиппин выигрывает турнир серии впервые в истории.
- Се выигрывает австралийский турнир серии второй год подряд.

#### Девушки. Парный турнир
Кристина Макхейл /  Айла Томлянович обыграли  Александру Крунич /  Сандру Заневскую со счётом 6-1, 2-6, [10-4].
- представительница США выигрывает турнир серии впервые с 2001 года, а Хорватии — впервые с 1998 года.